# Safareigs d'Abrera
Els safareigs d'Abrera són una obra d'Abrera, a la comarca del Baix Llobregat, inclosa a l'Inventari del Patrimoni Arquitectònic de Catalunya.

## Descripció
És un conjunt de gran interès etnològic constituït per dos safareigs, una font pública, un pou i una sínia metàl·lica, coneguda com la Sínia de Cal Barnet. Construïts a base de maó i argamassa, en conjunt són obra de mitjan segle xix, tot i que el pou podria ser anterior.
Els dos safareigs tenen forma quadrangular. Aprofiten l'aigua d'una deu propera i que des de la construcció ha estat d'ús públic.
La font dels Peixos també està integrada en el conjunt de safareigs del carrer de la Font. La deu de la font és a pocs metres del brollador. L'estructura actual resta molt modificada a causa de les successives agressions que ha rebut. L'aigua surt a través d'un mecanisme de metall situat a l'interior d'una estructura de maons que sobresurt de la paret i forma una espècie d'arc de mig punt.
El pou, d'ús comunitari, està protegit per una estructura cilíndrica de maons i argamassa acabada amb volta i resguardada per una porta de fusta fermada amb una balda de ferro.
La sínia de Cal Bernet és un enginy constituït per un pou quadrangular construït amb maó i morter a sobre del qual es conserva una sínia metàl·lica destinada a elevar aigua i conduir-la a la bassa situada molt a prop seu.

## Història
Sembla que la construcció dels safareigs i la font és contemporània a l'edificació de les cases del carrer de la Font, al segle xix. No se sap si l'emplaçament dels safareigs es correspon amb alguna bassa de regadiu de cronologia anterior. És possible que el pou, restaurat l'any 1976, fos anterior a la resta del conjunt.